# علف‌آبزیان
الودیا یا علف آبزی‌ها یک سرده از ۶ گونه از گیاه‌ها آبزی است که اغلب به آنها علف‌های هرز آبی گفته می‌شود که در سال ۱۸۰۳ به عنوان یک سرده توصیف شده‌است. الودیا که در خانواده قورباغه قورباغه (تخت‌قورباغه‌ایان) طبقه‌بندی می‌شود، بومی قاره آمریکا است و همچنین به‌طور گسترده به عنوان پوشش گیاهی آکواریوم و نمایش آزمایشگاهی فعالیت‌های سلولی استفاده می‌شود. در آب شیرین زندگی می‌کند. نام قدیمی‌تر این جنس آناچاریس است که به عنوان یک نام رایج در آمریکای شمالی عمل می‌کند.
ورود برخی از گونه‌های گیاه الودیا به آبراهه‌ها در بخش‌هایی از اروپا، استرالیا، آفریقا، آسیا و نیوزلند چالش قابل‌توجهی ایجاد کرده و در حال حاضر به عنوان یک علف هرز مضر در این بحش‌ها محسوب می‌شود و با اختصاص بودجه، دولت‌ها این گیاه را حذف می‌کنند.
علف مرداب، که گاهی به آن علف هرز آبی آمریکایی یا کانادایی یا علف هرز برکه ای نامیده می‌شود، به‌طور گسترده‌ای به عنوان علف هرز آب عمومی شناخته می‌شود. استفاده از این نام‌ها باعث می‌شود که آن را با گیاه‌ها مشابهی مانند elodea برزیلی (دم گربه‌ای) یا hydrilla (Hydrilla verticillata) اشتباه گرفته شود. علف هرز آبی آمریکایی یک گیاه آکواریومی جذاب است و جایگزین خوبی برای الودای برزیلی است. می‌توان از آن برای آزمایش‌های علمی در کلاس‌های درس استفاده کرد که نشان می‌دهد چگونه گیاه‌ها از دی‌اکسید کربن با استفاده از بروموتیمول آبی استفاده می‌کنند.
علف هرز آبی آمریکایی کاملاً در زیر آب زندگی می‌کند به استثنای گل‌های کوچک سفید که در سطح شکوفه می‌دهند و توسط ساقه‌های ظریف به گیاه متصل می‌شوند. جوانه‌های زمستانی را از نوک ساقه‌ها تولید می‌کند که در کف دریاچه زمستان گذرانی می‌کنند. همچنین اغلب به عنوان گیاهی همیشه سبز در آب و هوای معتدل زمستان گذرانی می‌کند. در پاییز، ساقه‌های برگ‌دار از گیاه مادر جدا می‌شوند، شناور می‌شوند، ریشه می‌دهند و گیاه‌ها جدید را آغاز می‌کنند. این مهم‌ترین روش پخش علف‌های هرز آبی آمریکایی است، در حالی که تولید بذر نقش نسبتاً کمی ایفا می‌کند.
رسوب‌های سیلی و آب سرشار از مواد خوراکی باعث رشد علف‌های هرز آبی آمریکا در دریاچه‌های غنی از مواد مغذی می‌شود. با این وجود، گیاه‌ها در طیف گسترده‌ای از شرایط، از آب‌های بسیار کم عمق تا عمیق، و در بسیاری از انواع رسوب رشد خواهند کرد. حتی می‌تواند به صورت تکه‌های شناور به رشد خود ادامه دهد. این گیاه در سراسر آمریکای شمالی معتدل یافت می‌شود، جایی که یکی از رایج‌ترین گیاه‌ها آبزی است.
علف‌های هرز آبی آمریکا بخش مهمی از اکوسیستم دریاچه‌ها هستند. زیستگاه خوبی برای بسیاری از بی مهره‌ها آبزی و پوشش ماهیان جوان و دوزیستان است. پرندگان آبزی به ویژه اردک‌ها و همچنین لاک پشت های بیش از حد، مشک و آبزی از این گیاه تغذیه می‌کنند. این گیاه همچنین به عنوان یک گیاه آکواریومی جذاب و آسان برای نگهداری از اهمیت اقتصادی برخوردار است، اگرچه در ایالت‌های آلاباما، نیوهمپشایر، نیویورک، کارولینای جنوبی و واشینگتن به عنوان یک گونه مهاجم در نظر گرفته شده‌است و فروش آن غیرقانونی است و فروش مشکلات قاونی به همراه دارد.

## گونه[۱][۷]
1. Elodea bifoliata H.St.John - کانادا (AB, SK), W ایالات متحده (OR + CA به NM + MN)
2. Elodea callitrichoids (Rich. ) کاسپ. - آرژانتین، اروگوئه
3. Elodea canadensis Michx. - بیشتر ایالات متحده + کانادا
4. Elodea granatensis Humb. & Bonpl. - بیشتر آمریکای جنوبی
5. Elodea nuttallii (Planch. ) H.St.John - بیشتر ایالات متحده + کانادا
6. Elodea potamogeton (Bertero) Espinosa - شیلی، پرو، بولیوی، اکوادور

روش‌های شیمیایی در ریشه‌کن کردن Elodea بی‌اثر هستند - در بهترین حالت فقط رشد را برای یک یا دو فصل کاهش می‌دهند. همان‌طور که Elodea در اکوسیستم‌های جدید گسترش می‌یابد، رشد سریعی را برای ۵ تا ۶ سال تجربه می‌کند و سپس با مصرف مواد مغذی خاک کند می‌شود. Elodea محیط‌های آبی را در سراسر اروپا تهدید می‌کند. مواد شیمیایی ممکن است در مکان‌هایی استفاده شود که باعث نگرانی‌های اقتصادی نابجا می‌شود، اما تعداد بسیار کمی از علف کش‌های آبزی برای استفاده در آب در اتحادیه اروپا ثبت شده‌است. فلوریدون، متداول‌ترین علف‌کش آبزی مورد استفاده، در برابر Hydrilla بسیار مؤثر است، اما در برابر Elodea، به‌ویژه در میزان مصرف پایین‌تر، تأثیر بسیار کمی دارد.

## کنترل مکانیکی

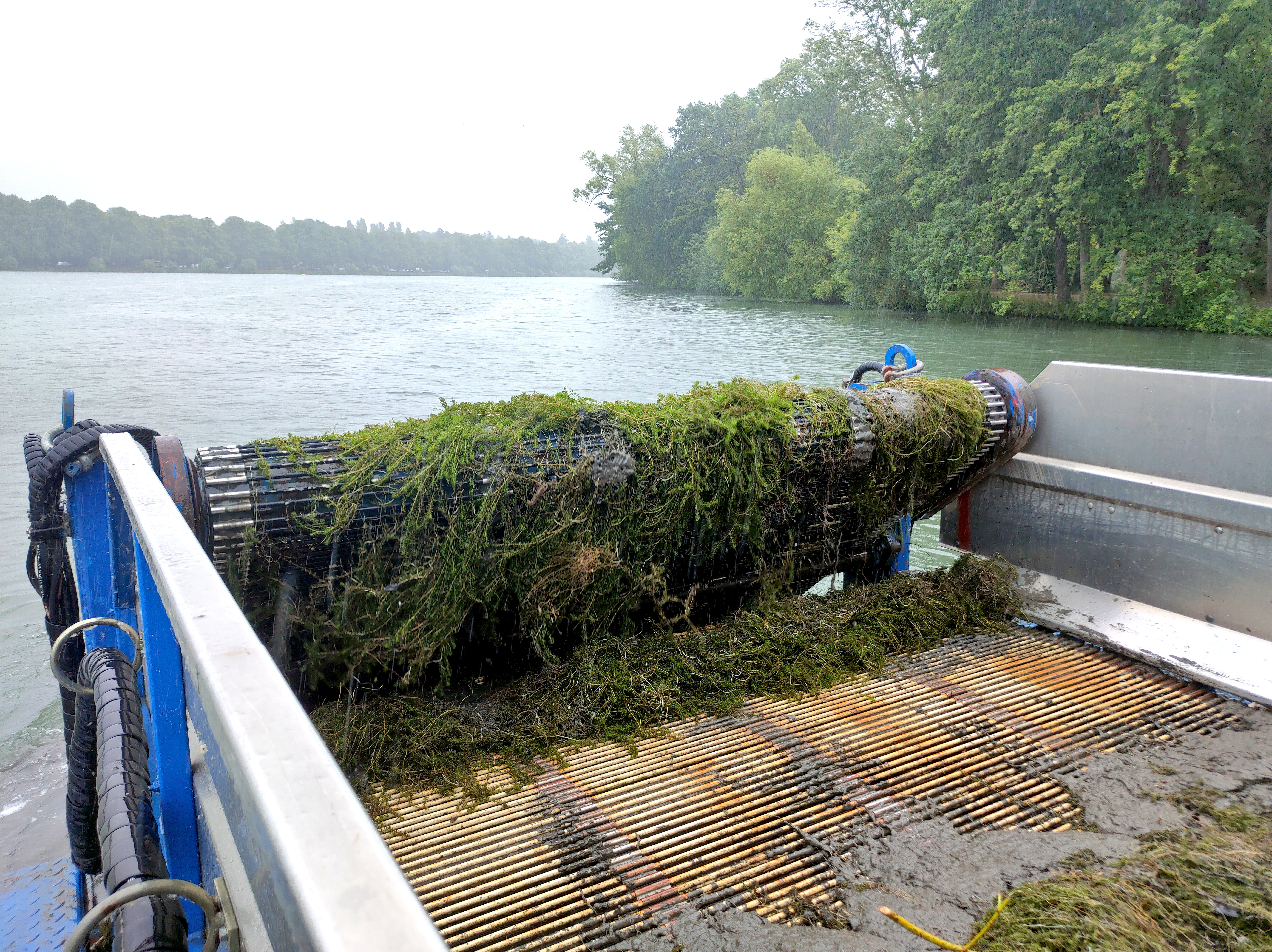
یک دستگاه جمع‌آوری علف‌های هرز آبزی که Elodea را از یک دریاچه جمع‌آوری می‌کند

گیاه‌ها را می‌توان به صورت مکانیکی از دریاچه‌ها و رودخانه‌ها حذف کرد. آنها با دست یا با استفاده از چنگک، زنجیر، قایق‌های چمن زنی یا سطل علف‌های هرز استخراج می‌شوند. مشکل این است که از طریق تکثیر رویشی از طریق قطعات، روش‌های حذف مکانیکی می‌تواند به گسترش گیاه کمک کند. قطعات پاره شده را می‌توان به پایین دست منتقل کرد یا از طریق اتصال به قایق‌ها و زنجیر لنگر به محیط‌های جدید معرفی کرد.